# Marco Borradori

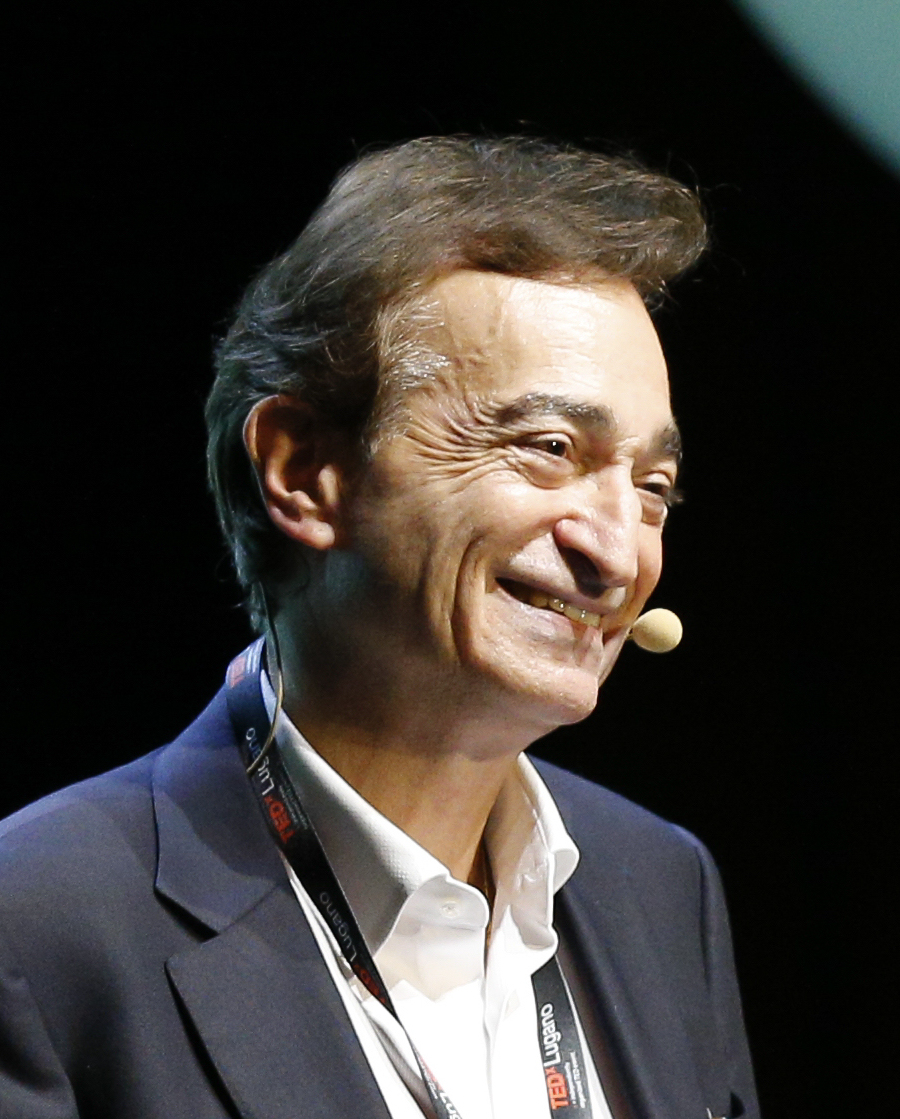
Marco Borradori (2019)

Marco Borradori (* 6. Juni 1959 in Sorengo; † 11. August 2021 in Lugano), heimatberechtigt in Gordola, war ein Schweizer Politiker (Lega). Er war Nationalrat, Staatsrat und Stadtpräsident von Lugano.

## Leben
Borradori wuchs in Lugano auf als Sohn des einflussreichen Anwalts und Notars Elio Borradori (1927–2016). Er studierte Jurisprudenz an der Universität Zürich.
Vom 25. November 1991 bis zum 11. April 1995 war er Mitglied des Nationalrats. Von April 1992 bis April 1995 war er Gemeinderat von Lugano. Von 1995 bis 2013 war er Tessiner Staatsrat. Er wurde viermal wiedergewählt und präsidierte den Rat 1999, 2003, 2008 und 2012. Er war Vorsteher des Bau-, Verkehrs- und Umweltdepartements. Bei den kantonalen Wahlen vom 1. April 2007 erreichte er mit über 81'000 Stimmen das beste Resultat aller Kandidaten. 
Im April 2013 trat er zu den Wahlen der Stadtregierung von Lugano an und wurde als Nachfolger von Giorgio Giudici zum Stadtpräsidenten gewählt. Deshalb trat er aus der Kantonsregierung zurück. Sein Nachfolger wurde Michele Barra.
Am 10. August 2021 erlitt Borradori beim Joggen einen Herzstillstand, an dessen Folgen er einen Tag später im Alter von 62 Jahren starb. Er hinterliess eine Tochter. Nachfolger als Stadtpräsident von Lugano wurde Vizepräsident und Parteikollege Michele Foletti.